# Barbuta

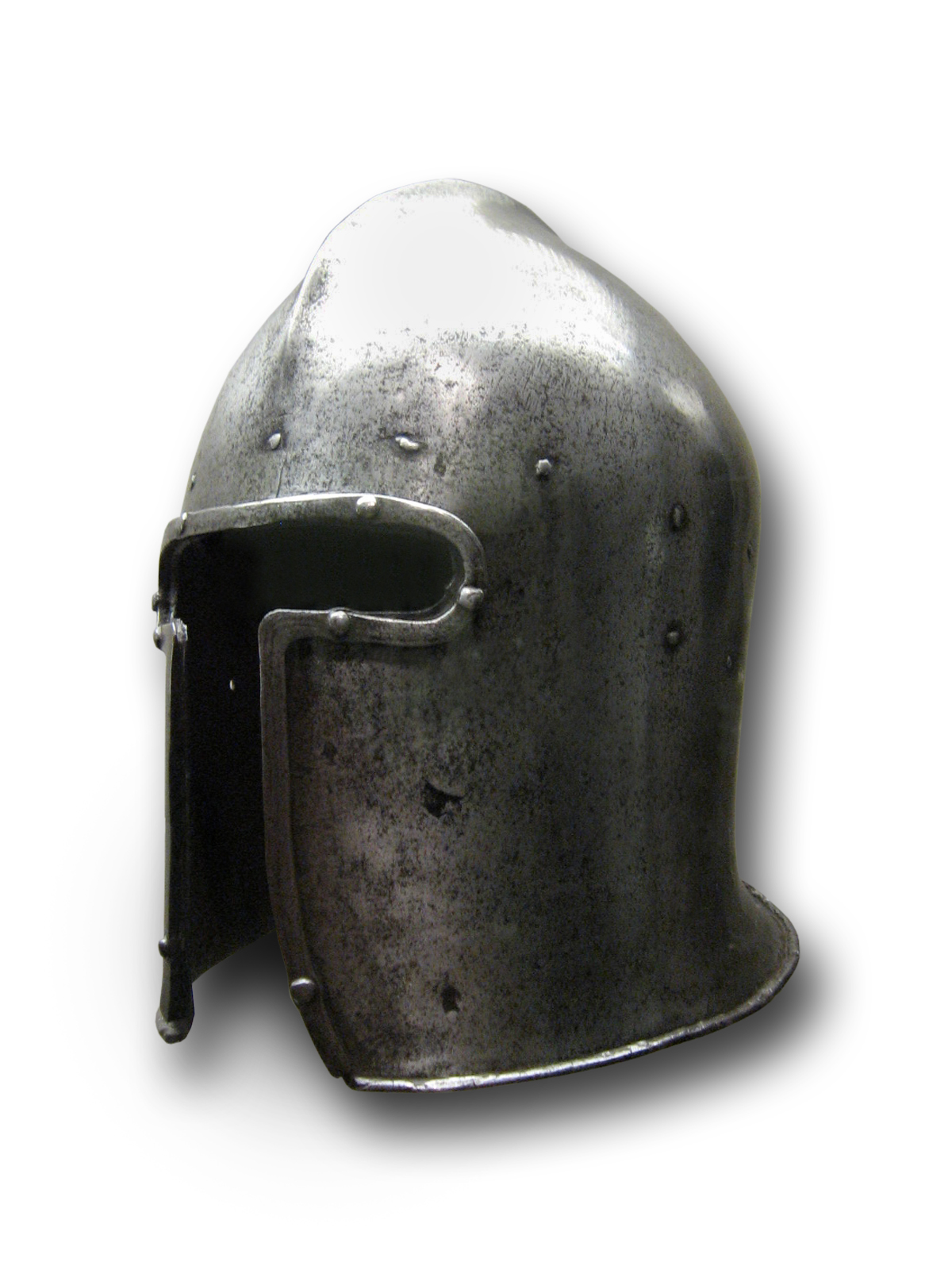
Barbuta mit T-förmigen Gesichtsausschnitt, 15. Jahrhundert (Philadelphia Museum of Art)

Als Barbuta oder Celata wird die im 14. und 15. Jahrhundert gebräuchliche, italienische Variante der Beckenhaube bezeichnet. Die Helmglocke der Barbuta bedeckte Kopf und Hals ihres Trägers nahezu vollständig und verfügte über einen annähernd T- oder Y-förmigen Gesichtsausschnitt. Manche Varianten besaßen ein Nasenstück, woraus sich eine große Ähnlichkeit zum Korinthischen Helm der griechischen Antike ergab. Da die Barbuta ausreichend Schutz bot, ohne Sicht und Atmung empfindlich zu erschweren, fand sie auch außerhalb Italiens rege Verbreitung. Im späten 15. Jahrhundert wurde sie von anderen Helmarten wie dem Armet und der Schaller verdrängt.

## Galerie

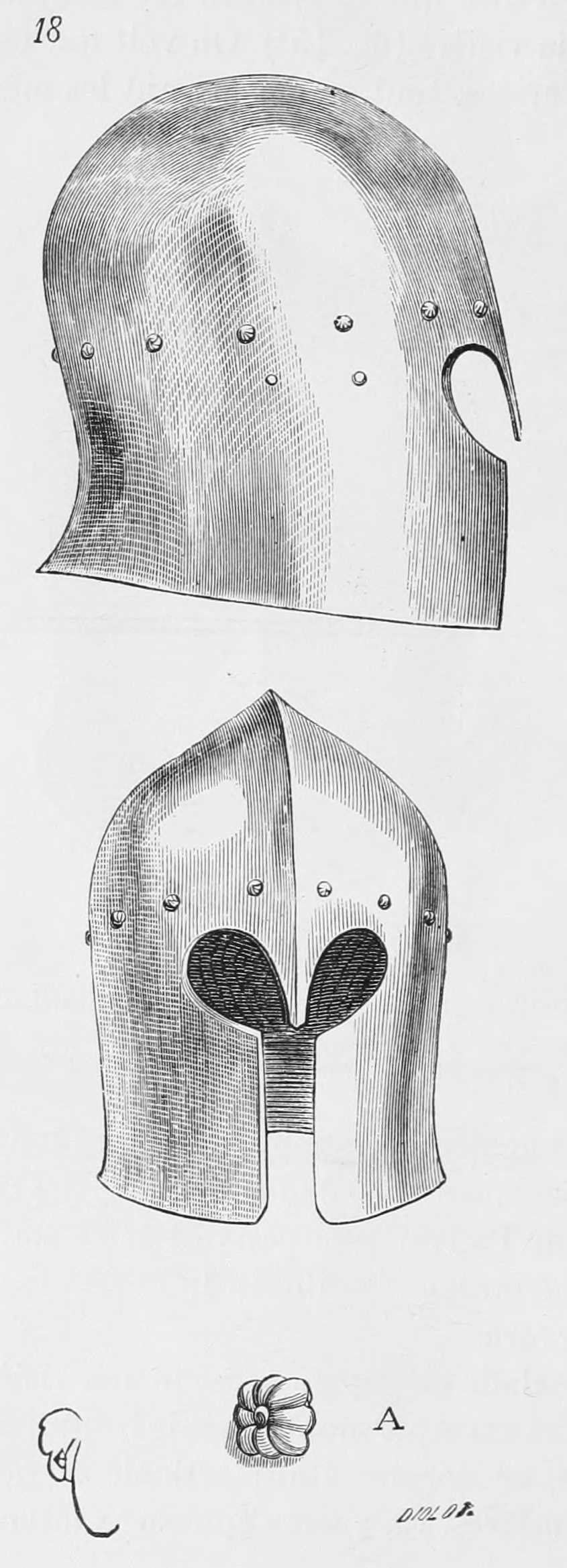
Barbute in „Korinthischer Form“ aus dem 15. Jahrhundert mit Y-Ausschnitt. Illustration aus einem Buch von Emanuel Viollet-le-Duc
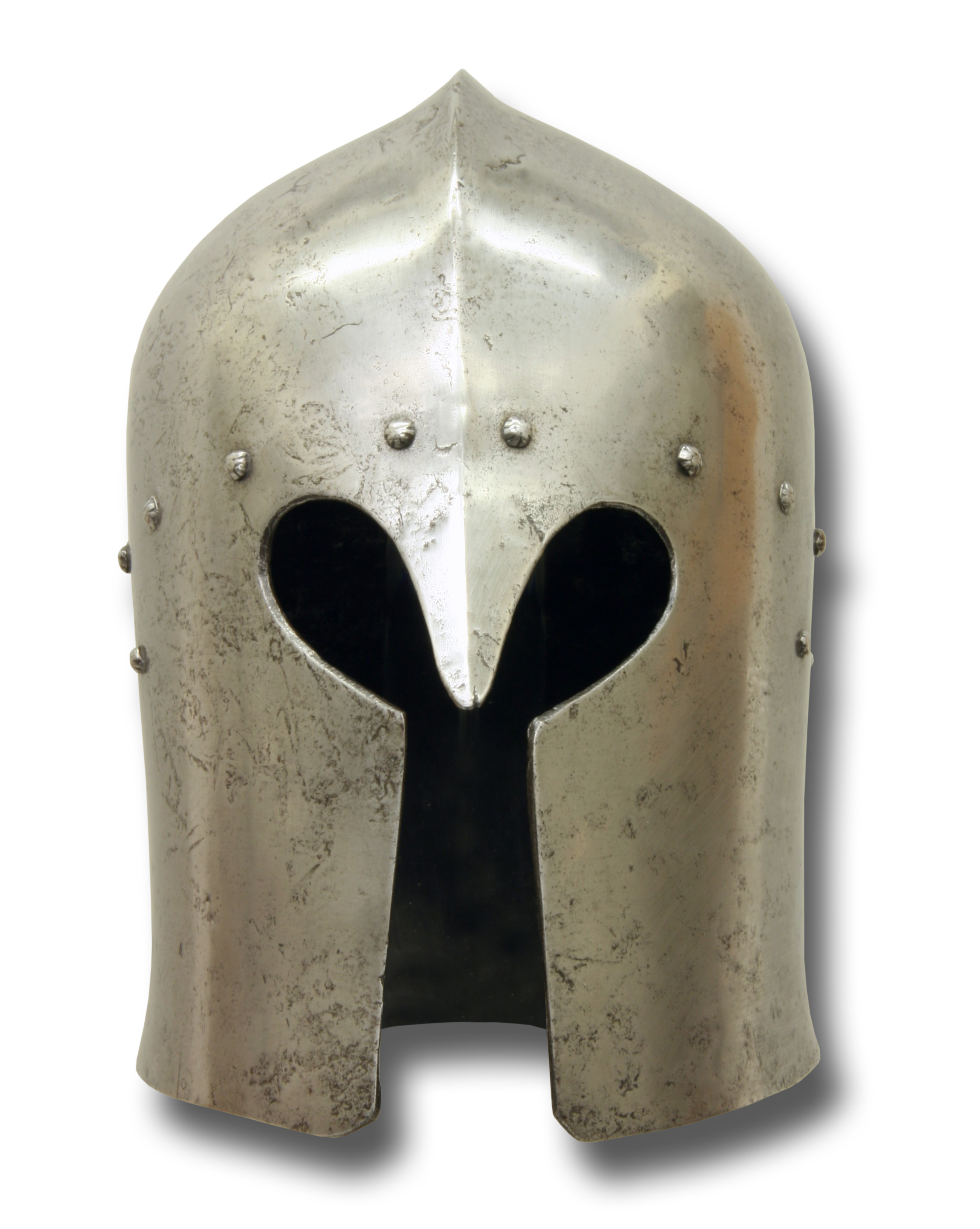
Italienische Barbuta in Y-Form mit Nasenflügeln – 1470-80, Metropolitan Museum of Art
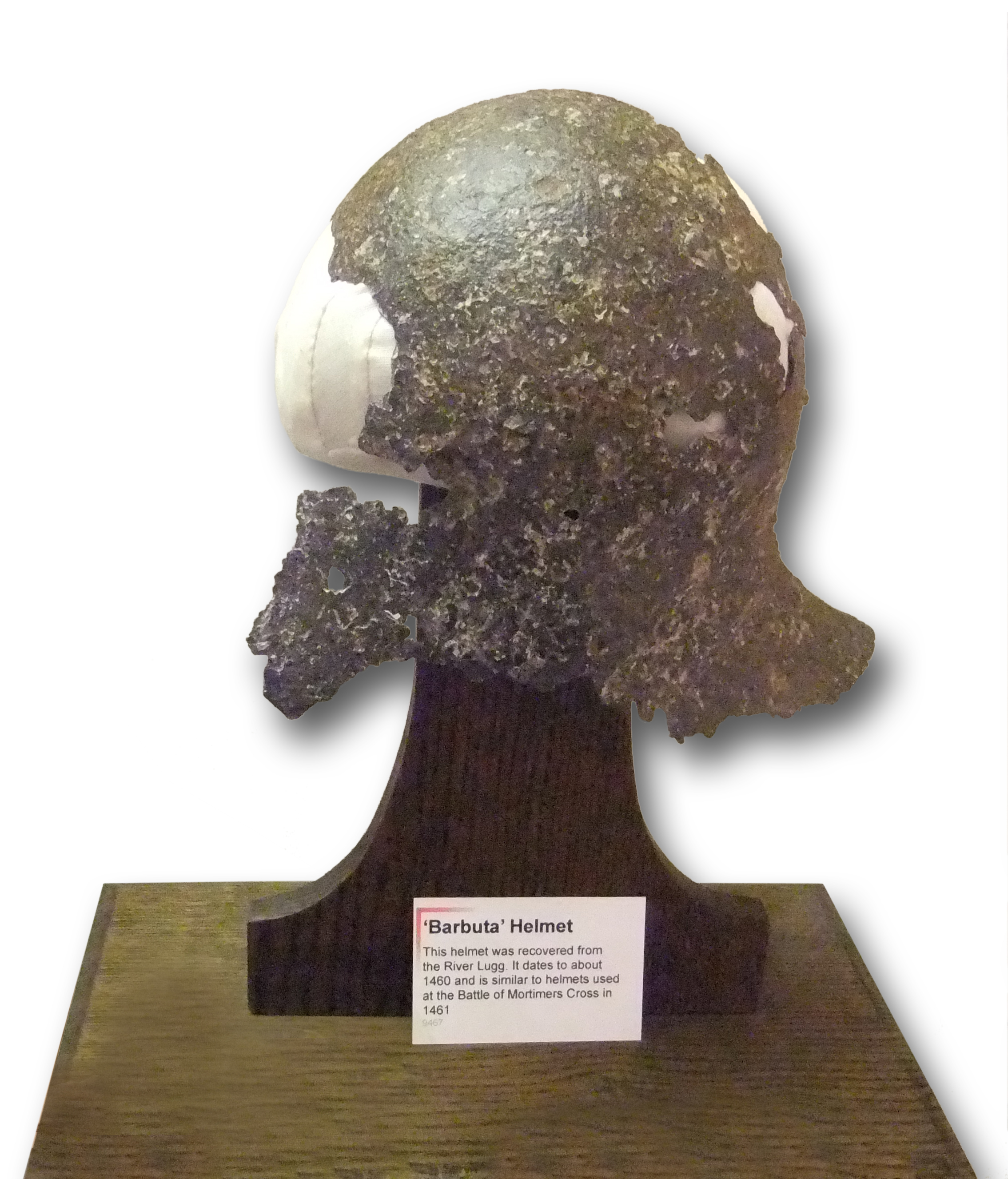
Archäologischer Fund aus dem River Lugg, ca.1460
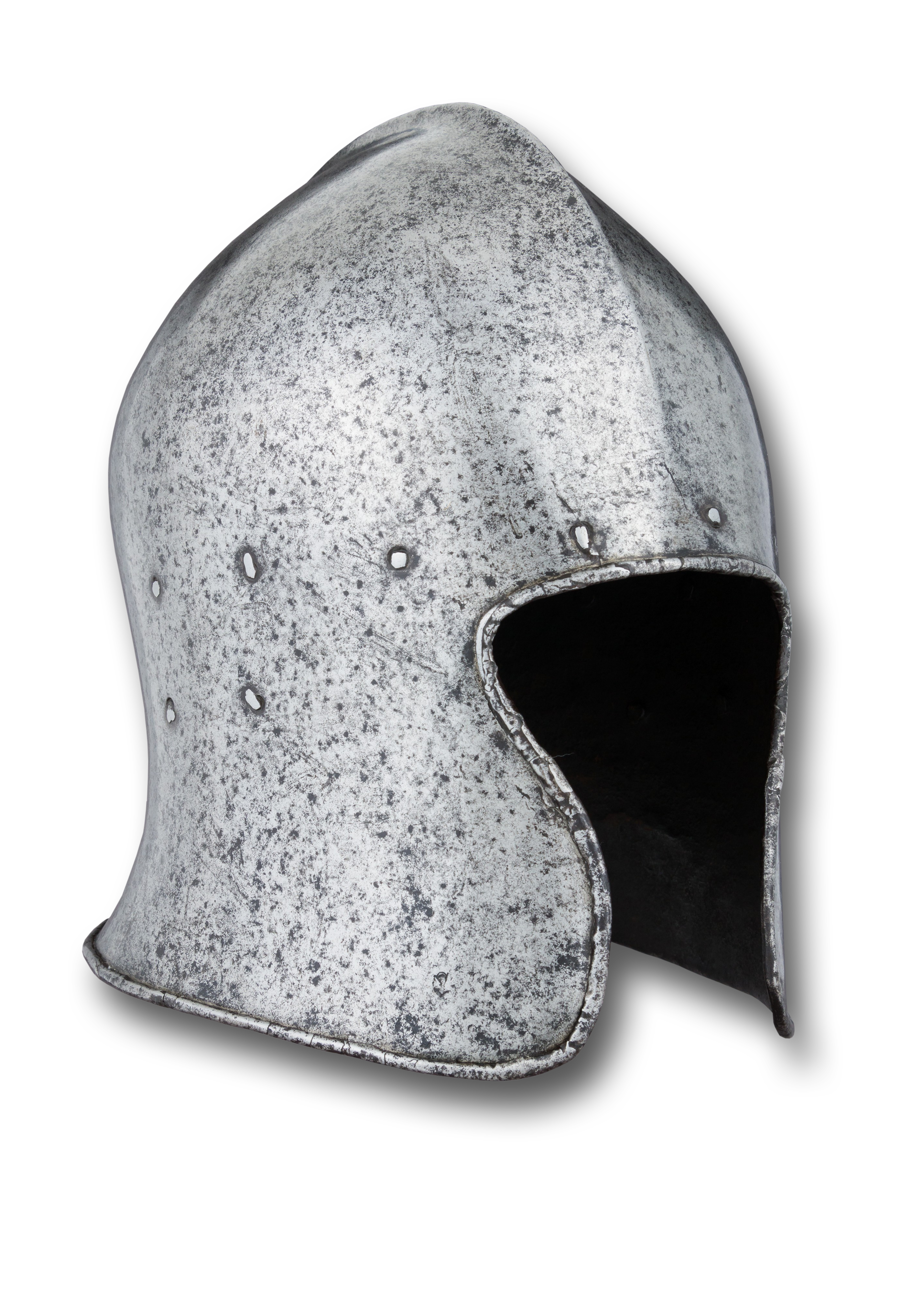
Italienische Barbuta, 1470-80, offenere Form mit größerem Gesichtsfeld
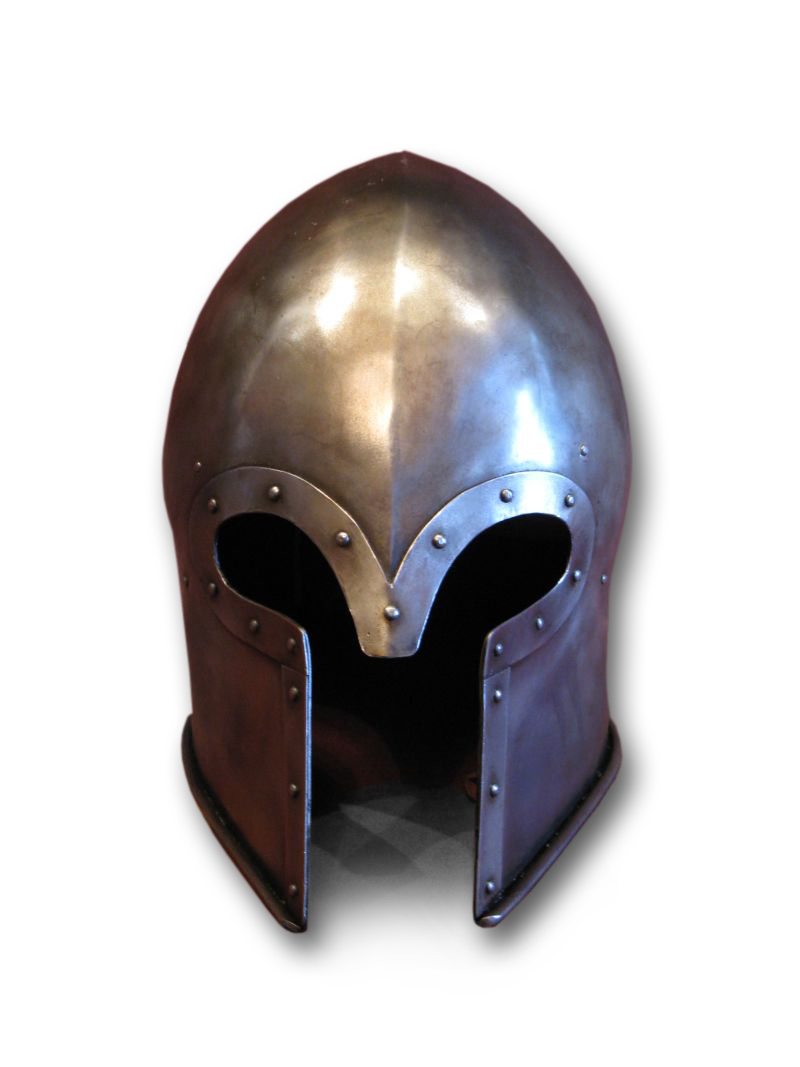
Moderne Rekonstruktion für Reenactment